# 第三次義大利獨立戰爭
第三次義大利獨立戰爭（義大利語：Terza Guerra d'Indipendenza Italiana）是義大利王國和奧地利帝國於1866年6月至8月間的一場戰爭。這場戰爭與普奧戰爭同時開打，最終以奧地利割讓倫巴第－威尼托王國（今日的威尼托、弗留利及曼切華，也是四角防線的餘部）給法國告終，隨後就在當地的全民投票後由義大利併吞。義大利因此獲得這塊富庶且人口眾多的領土，係義大利統一中重要的一步。

## 傳記
- Clodfelter, M.  4th. Jefferson, North Carolina: McFarland. 2017. ISBN 978-0786474707.